# Allée de la Maison-Rouge
L'allée de la Maison-Rouge est une rue de Nantes, en France. 

## Situation et accès
Il s'agit d'un ancien quai de la Loire du centre-ville

## Origine du nom
Sa dénomination actuelle lui vient du sieur Perrault de la Maison-Rouge, qui fut échevin et directeur de l'hôpital général de Nantes en 1686. 

## Historique
La voiea été appelée « quai Montcalm ». 
Avant les travaux de comblement de la Loire dans les années 1920 et 1930, ce quai se trouvait de la rive gauche du « bras de l'Hôpital ». Son aménagement est assez ancien puisqu'il ne fut terminé qu'en 1636. Selon Édouard Pied, plusieurs personnages de marque y descendirent, comme, en 1745, le prince Charles Édouard Stuart, fils de Jacques François Stuart, prétendant au Trône d'Angleterre.
Dans les années 1850, un établissement de bains-lavoirs dû à l'architecte Henri-Théodore Driollet occupe la moitié est du quai qui perd ainsi sa fonction fluviale (depuis les années 1980, les anciens bains-lavoirs ont été réhabilités en « maison des Associations »),.
Les travaux de comblement des bras nord de la Loire bouleversent la physionomie du quai, qui laisse la place au cours Commandant-d'Estienne-d'Orves. Ces aménagements permettent néanmoins, durant la Seconde Guerre mondiale, de dévier sur le remblai, à quelques dizaines de mètres des bords de l'ancien quai, la ligne ferroviaire sortant de la gare de Nantes et dirigeant vers Saint-Nazaire, afin d'éviter son passage par le centre-ville. Elle constitue depuis une coupure urbaine, depuis son entrée dans la ville jusqu'à la place Alexis-Ricordeau, même si une partie de ce nouveau tracé est, par la suite, enfoui dans une trémie recouverte, creusée dans l'ancien lit de la Loire, qui forme un tronçon du tunnel ferroviaire de Chantenay, débutant à l'extrémité ouest de l'ancien quai et dont les travaux prendront fin en 1955.
Depuis cette date, le remblai est occupé par un parking, ainsi que par la gare routière (dite aussi « gare Baco »).
L'ancien quai n'a été requalifié d'« allée » que par délibération du conseil municipal le 7 octobre 1991.
Depuis octobre 2012, l'allée est desservie par l'une des quatre premières lignes de chronobus alors mises en service, la ligne C3 avec l'arrêt Hôtel Dieu.
En janvier 2016, la municipalité annonce la cessation définitive de l'activité bains-lavoirs dans le bâtiment Driollet mis jusqu'ici à la disposition des sans-abri (celle-ci sera transférée rue Pierre-Landais sur l'île de Nantes au sein d'un pôle qui sera créé autour du restaurant social). Un débat sur l'avenir du site doit être lancé.

## Bâtiments remarquables et lieux de mémoire
- Moitié est de la rue sur côté nord, anciens bains-lavoirs d'Henri-Théodore Driollet devenue dans les années 1980 la « maison des Associations Baco »[4].